# Square Marc-Séguin
Le square Marc-Séguin est un espace vert du 18e arrondissement de Paris, 

## Situation et accès
Ce square est situé au croisement de la rue Marc-Séguin et de la rue de l'Évangile. Il prolonge le square de la Madone.
Il est desservi par la ligne 12 à la station Marx Dormoy.

## Origine du nom
Il doit son nom à la proximité de la rue Marc-Séguin.

## Historique
Avant son réaménagement en 2006, c'était un terrain réservé à la pétanque, que le sol stabilisé permet toujours de pratiquer.
Un espace pour jouer aux échecs et une table de ping-pong sont à la disposition du public.